# Лапвей (Айдахо)
Лапвей (англ. Lapwai) — місто в окрузі Нез-Перс, штат Айдахо, США. Згідно з переписом 2010 року населення становило 1137 осіб, що на 3 особи більше, ніж 2000 року.

## Географія
Лапвей розташований за координатами 46°24′13″ пн. ш. 116°48′15″ зх. д. / 46.40361° пн. ш. 116.80417° зх. д. (46.403715, -116.804223).  За даними Бюро перепису населення США в 2010 році місто мало площу 2,10 км², з яких 2,07 км² — суходіл та 0,03 км² — водойми. В 2017 році площа становила 1,99 км², з яких 1,96 км² — суходіл та 0,03 км² — водойми.

## Демографія

### Перепис 2010 року
За даними перепису 2010 року, у місті проживало 1 137 осіб у 369 домогосподарствах у складі 272 родин. Густота населення становила 548,8 ос./км². Було 397 помешкань, середня густота яких становила 191,6/км². Расовий склад міста: 16,6 % білих, 0,4 % афроамериканців, 78,1 % індіанців, 0,1 % азіатів, 0,7 % інших рас, а також 4,1 % людей, які зараховують себе до двох або більше рас. Іспанці та латиноамериканці незалежно від раси становили 4,0 % населення.
Із 369 домогосподарств 46,9 % мали дітей віком до 18 років, які жили з батьками; 35,2 % були подружжями, які жили разом; 26,8 % мали господиню без чоловіка; 11,7 % мали господаря без дружини і 26,3 % не були родинами. 22,8 % домогосподарств складалися з однієї особи, у тому числі 8,7 % віком 65 і більше років. У середньому на домогосподарство припадало 3,08 мешканця, а середній розмір родини становив 3,58 особи.
Середній вік жителів міста становив 30,8 року. Із них 31,4 % були віком до 18 років; 10,9 % — від 18 до 24; 23,9 % від 25 до 44; 24,6 % від 45 до 64 і 9,3 % — 65 років або старші. Статевий склад населення: 48,7 % — чоловіки і 51,3 % — жінки.
Середній дохід на одне домашнє господарство  становив 50 877 доларів США (медіана — 40 000), а середній дохід на одну сім'ю — 53 774 долари (медіана — 41 250). Медіана доходів становила 37 500 доларів для чоловіків та 28 000 доларів для жінок. За межею бідності перебувало 19,7 % осіб, у тому числі 23,5 % дітей у віці до 18 років та 16,1 % осіб у віці 65 років та старших.
Цивільне працевлаштоване населення становило 445 осіб. Основні галузі зайнятості: публічна адміністрація — 27,2 %, мистецтво, розваги та відпочинок — 21,6 %, освіта, охорона здоров'я та соціальна допомога — 21,3 %.

### Перепис 2000 року
За даними перепису 2000 року, у місті проживало 1 134 особи в 339 домогосподарствах у складі 270 родин. Густота населення становила 568,6 ос./км². Було 364 помешкання, середня густота яких становила 182,5/км². Расовий склад міста: 16,14 % білих, 0,53 % афроамериканців, 81,39 % індіанців, 0,62 % інших рас і 1,32 % людей, які зараховують себе до двох або більше рас. Іспанці та латиноамериканці незалежно від раси становили 4,32 % населення.
Із 339 домогосподарств 48,1 % мали дітей віком до 18 років, які жили з батьками; 40,1 % були подружжями, які жили разом; 27,1 % мали господиню без чоловіка, і 20,1 % не були родинами. 17,1 % домогосподарств складалися з однієї особи, у тому числі 6,8 % віком 65 і більше років. У середньому на домогосподарство припадало 3,35 мешканця, а середній розмір родини становив 3,68 особи.
Віковий склад населення: 39,8 % віком до 18 років, 9,3 % від 18 до 24, 26,6 % від 25 до 44, 17,7 % від 45 до 64 і 6,5 % від 65 років і старші. Середній вік жителів — 26 років. Статевий склад населення: 48,0 % — чоловіки і 52,0 % — жінки.
Середній дохід домогосподарств у місті становив $26 800, родин — $30 417. Середній дохід чоловіків становив $31 382 проти $22 109 у жінок. Дохід на душу населення в місті був $10 159. Приблизно 20,5 % родин і 23,7 % населення перебували за межею бідності, включаючи 30,5 % віком до 18 років і 10,2 % від 65 і старших.